# Israel Football League 2017-2018
La Israel Football League 2017-2018 è l'11ª edizione del campionato di football americano di primo livello, organizzato da AFI.

## Squadre partecipanti
| Club                       | Città          | Stadio | Sponsor ufficiale    | Risultato nella stagione 2017 |
| -------------------------- | -------------- | ------ | -------------------- | ----------------------------- |
| Beersheva Black Swarm      | Be'er Sheva    |        |                      |                               |
| Haifa Underdogs            | Haifa          |        | Nemo’s               |                               |
| Jerusalem Lions            | Gerusalemme    |        | Big Blue             |                               |
| Judean Rebels              | Gerusalemme    |        |                      |                               |
| Mazkeret Batya Silverbacks | Mazkeret Batya |        | Rose Valley Crossfit |                               |
| Petah Tikva Troopers       | Petah Tiqwa    |        | Mike’s Place         |                               |
| Tel Aviv Pioneers          | Tel Aviv       |        |                      |                               |

## Pre-season

### Week 1
| Gerusalemme 2 novembre 2017, ore 20:00 | Jerusalem Lions | 26 – 26 (6-6 6-12 6-8 8-0) referto | Judean Rebels | Kraft Sports Campus (39 spett.)\| Arbitro: \| Omer Sela \| |
| Arbitro:                               | Omer Sela       |                                    |               |                                                            |

| Mazkeret Batya 3 novembre 2017, ore 10:00 | Mazkeret Batya Silverbacks | 14 – 22 (0-6 0-8 14-0 0-8) referto | Tel Aviv Pioneers | Mazkeret Batya Field (26 spett.)\| Arbitro: \| Ben Tibi \| |
| Arbitro:                                  | Ben Tibi                   |                                    |                   |                                                            |

| Tamra 4 novembre 2017, ore 20:30 | Haifa Underdogs | 24 – 32 (3-6 7-6 6-6 8-14) referto | Petah Tikva Troopers | (31 spett.)\| Arbitro: \| Roy Friedman \| |
| Arbitro:                         | Roy Friedman    |                                    |                      |                                           |

### Week 2
| Mazkeret Batya 10 novembre 2017, ore 10:00 | Mazkeret Batya Silverbacks | 17 – 24 (0-18 7-6 10-0 0-0) referto | Beersheva Black Swarm | Mazkeret Batya Field (28 spett.)\| Arbitro: \| Barak Zinger \| |
| Arbitro:                                   | Barak Zinger               |                                     |                       |                                                                |

## Stagione regolare

### Calendario

#### 1ª giornata
| Gerusalemme 16 novembre 2017, ore 20:00 | Jerusalem Lions | 34 – 20 (8-0 14-6 6-14 6-0) referto | Petah Tikva Troopers | Kraft Sports Campus (71 spett.)\| Arbitro: \| Luz \| |
| Arbitro:                                | Luz             |                                     |                      |                                                      |

| Mazkeret Batya 17 novembre 2017, ore 10:00 | Mazkeret Batya Silverbacks | 7 – 14 (0-7 0-7 0-0 7-0) referto | Haifa Underdogs | Mazkeret Batya Field (24 spett.)\| Arbitro: \| Friedman \| |
| Arbitro:                                   | Friedman                   |                                  |                 |                                                            |

| Tel Aviv 18 novembre 2017, ore 20:15 | Tel Aviv Pioneers | 24 – 30 (0-6 0-16 12-0 12-8) referto | Judean Rebels | Beit Dani (51 spett.)\| Arbitro: \| Koussevitsky \| |
| Arbitro:                             | Koussevitsky      |                                      |               |                                                     |

#### 2ª giornata
| Petah Tiqwa 23 novembre 2017, ore 20:30 | Petah Tikva Troopers | 12 – 9 (0-2 6-0 0-7 6-0) referto | Haifa Underdogs | HaMoshava Practice Field (42 spett.)\| Arbitro: \| Sela \| |
| Arbitro:                                | Sela                 |                                  |                 |                                                            |

| Be'er Sheva 25 novembre 2017, ore 20:45 | Beersheva Black Swarm | 28 – 32 (8-16 0-16 6-0 14-0) referto | Judean Rebels | Micha Reisser Field (32 spett.)\| Arbitro: \| Koussevitsky \| |
| Arbitro:                                | Koussevitsky          |                                      |               |                                                               |

#### 3ª giornata
| Gerusalemme 30 novembre 2017, ore 20:00 | Judean Rebels | 22 – 14 (0-6 6-0 8-0 8-8) referto | Mazkeret Batya Silverbacks | Kraft Sports Campus (69 spett.)\| Arbitro: \| Friedman \| |
| Arbitro:                                | Friedman      |                                   |                            |                                                           |

| Tel Aviv 2 dicembre 2017, ore 20:15 | Tel Aviv Pioneers | 14 – 16 (8-8 6-8 0-0 0-0) referto | Beersheva Black Swarm | Beit Dani (23 spett.)\| Arbitro: \| Lavi-Efrat \| |
| Arbitro:                            | Lavi-Efrat        |                                   |                       |                                                   |

#### 4ª giornata
| Gerusalemme 7 dicembre 2017, ore 20:04 | Jerusalem Lions | 37 – 0 (12-0 5-0 20-0 0-0) referto | Haifa Underdogs | Kraft Sports Campus (41 spett.)\| Arbitro: \| Luz \| |
| Arbitro:                               | Luz             |                                    |                 |                                                      |

| Mazkeret Batya 8 dicembre 2017, ore 10:00 | Mazkeret Batya Silverbacks | 14 – 6 (0-0 7-6 7-0 0-0) referto | Tel Aviv Pioneers | Mazkeret Batya Field (20 spett.)\| Arbitro: \| Friedman \| |
| Arbitro:                                  | Friedman                   |                                  |                   |                                                            |

#### 5ª giornata
| Gerusalemme 14 dicembre 2017, ore 20:00 | Judean Rebels | 32 – 44 (6-6 6-8 6-0 14-30) referto | Jerusalem Lions | Kraft Sports Campus (109 spett.)\| Arbitro: \| Luz \| |
| Arbitro:                                | Luz           |                                     |                 |                                                       |

| Be'er Sheva 16 dicembre 2017, ore 20:45 | Beersheva Black Swarm | 40 – 50 (14-14 8-14 6-8 12-14) referto | Petah Tikva Troopers | Micha Reisser Field (31 spett.)\| Arbitro: \| Friedman \| |
| Arbitro:                                | Friedman              |                                        |                      |                                                           |

#### 6ª giornata
| Petah Tiqwa 21 dicembre 2017, ore 20:30 | Petah Tikva Troopers | 62 – 66 (16-16 28-22 6-20 12-8) referto | Tel Aviv Pioneers | HaMoshava Practice Field (56 spett.)\| Arbitro: \| Friedman \| |
| Arbitro:                                | Friedman             |                                         |                   |                                                                |

| Abu Snan 22 dicembre 2017, ore 10:00 | Haifa Underdogs | 14 – 7 (0-0 7-7 0-0 7-0) referto | Mazkeret Batya Silverbacks | (43 spett.)\| Arbitro: \| Luz \| |
| Arbitro:                             | Luz             |                                  |                            |                                  |

| Gerusalemme 23 dicembre 2017, ore 20:00 | Jerusalem Lions | 45 – 0 (8-0 14-0 16-0 7-0) referto | Beersheva Black Swarm | Kraft Sports Campus (78 spett.)\| Arbitro: \| Koussevitsky \| |
| Arbitro:                                | Koussevitsky    |                                    |                       |                                                               |

#### 7ª giornata
| Gerusalemme 29 dicembre 2017, ore 10:00 | Judean Rebels | 14 – 13 (6-0 0-10 0-0 8-3) referto | Haifa Underdogs | Kraft Sports Campus (31 spett.)\| Arbitro: \| Sela \| |
| Arbitro:                                | Sela          |                                    |                 |                                                       |

| Tel Aviv 30 dicembre 2017, ore 20:05 | Tel Aviv Pioneers | 60 – 52 (8-6 16-20 6-6 30-20) referto | Petah Tikva Troopers | Beit Dani (43 spett.)\| Arbitro: \| Luz \| |
| Arbitro:                             | Luz               |                                       |                      |                                            |

#### 8ª giornata
| 5 gennaio 2018, ore 10:00 | Mazkeret Batya Silverbacks | 0 – 8 | Judean Rebels |  |

| 5 gennaio 2018, ore 10:00 | Haifa Underdogs | 0 – 18 | Tel Aviv Pioneers |  |

| 6 gennaio 2018, ore 20:00 | Jerusalem Lions | 45 – 0 | Beersheva Black Swarm |  |

#### 9ª giornata
| 11 gennaio 2018, ore 20:30 | Petah Tikva Troopers | 0 – 46 | Jerusalem Lions |  |

| 12 gennaio 2018, ore 10:00 | Mazkeret Batya Silverbacks | 46 – 0 | Beersheva Black Swarm |  |

#### 10ª giornata
| 18 gennaio 2018, ore 20:00 | Jerusalem Lions | 20 – 16 | Judean Rebels |  |

| Abu Snan 19 gennaio 2018, ore 10:00 | Haifa Underdogs | 6 – 12 (d.t.s.) | Petah Tikva Troopers |  |

| 20 gennaio 2018, ore 20:00 | Tel Aviv Pioneers | 42 – 12 | Mazkeret Batya Silverbacks |  |

#### 11ª giornata
| 27 gennaio 2018, ore 21:15 | Beersheva Black Swarm | 6 – 21 (0-0 0-13 0-0 6-8) referto | Haifa Underdogs |  |

#### 12ª giornata
| 1º febbraio 2018, ore 20:00 | Judean Rebels | 72 – 54 | Petah Tikva Troopers |  |

| 2 febbraio 2018, ore 10:00 | Haifa Underdogs | 20 – 8 | Beersheva Black Swarm |  |

| 3 febbraio 2018, ore 20:15 | Tel Aviv Pioneers | 34 – 52 | Jerusalem Lions |  |

#### 13ª giornata
| 8 febbraio 2018, ore 20:00 | Judean Rebels | 38 – 26 | Tel Aviv Pioneers |  |

| 9 febbraio 2018, ore 10:00 | Mazkeret Batya Silverbacks | 21 – 36 | Jerusalem Lions |  |

| 9 febbraio 2018, ore 10:00 | Petah Tikva Troopers | 34 – 30 | Beersheva Black Swarm |  |

#### 14ª giornata
| 22 febbraio 2018, ore 20:00 | Jerusalem Lions | 40 – 36 | Tel Aviv Pioneers |  |

| 23 febbraio 2018, ore 10:00 | Petah Tikva Troopers | 36 – 28 | Mazkeret Batya Silverbacks |  |

| 23 febbraio 2018, ore 10:00 | Haifa Underdogs | 46 – 0 (19-0 6-0 15-0 6-0) | Judean Rebels |  |

#### 15ª giornata
| 3 marzo 2018, ore 21:00 | Beersheva Black Swarm | 14 – 6 | Mazkeret Batya Silverbacks |  |

### Classifica
La classifica della regular season è la seguente:
- PCT = percentuale di vittorie, G = partite giocate, V = partite vinte, P = partite perse, PF = punti fatti, PS = punti subiti

| Pos. | Squadra                    | PCT   | G  | V  | N | P | PF  | PS  |
| ---- | -------------------------- | ----- | -- | -- | - | - | --- | --- |
| 1    | Jerusalem Lions            | 1.000 | 10 | 10 | 0 | 0 | 399 | 159 |
| 2    | Judean Rebels              | .700  | 10 | 7  | 0 | 3 | 264 | 269 |
| 3    | Petah Tikva Troopers       | .500  | 10 | 5  | 0 | 5 | 332 | 391 |
| 4    | Haifa Underdogs            | .500  | 10 | 5  | 0 | 5 | 143 | 121 |
| 5    | Tel Aviv Pioneers          | .400  | 10 | 4  | 0 | 6 | 326 | 316 |
| 6    | Mazkeret Batya Silverbacks | .222  | 10 | 2  | 0 | 8 | 155 | 192 |
| 7    | Beersheva Black Swarm      | .222  | 10 | 2  | 0 | 8 | 142 | 313 |

## Playoff

### Tabellone
|  | Wild Card | Wild Card                  | Wild Card            |                      |                 | Semifinali      | Semifinali      | Semifinali |  |  | XI Israel Bowl | XI Israel Bowl | XI Israel Bowl |  |
|  |           |                            |                      |                      |                 |                 |                 |            |  |  |                |                |                |  |
|  |           |                            |                      |                      |                 | 1               | Jerusalem Lions | 54         |  |  |                |                |                |  |
|  |           |                            |                      |                      |                 | 1               | Jerusalem Lions | 54         |  |  |                |                |                |  |
|  |           |                            |                      | Tel Aviv Pioneers    | 12              |                 |                 |            |  |  |                |                |                |  |
|  | 4         | Haifa Underdogs            | 6                    | Tel Aviv Pioneers    | 12              |                 |                 |            |  |  |                |                |                |  |
|  | 4         | Haifa Underdogs            | 6                    |                      |                 |                 |                 |            |  |  |                |                |                |  |
|  | 5         | Tel Aviv Pioneers          | 28                   |                      |                 |                 |                 |            |  |  |                |                |                |  |
|  | 5         | Tel Aviv Pioneers          | 28                   |                      | Jerusalem Lions | Jerusalem Lions | 28              |            |  |  |                |                |                |  |
|  |           |                            |                      |                      |                 |                 |                 |            |  |  |                |                |                |  |
|  |           |                            | Petah Tikva Troopers | Petah Tikva Troopers | 20              |                 |                 |            |  |  |                |                |                |  |
|  |           |                            |                      | Petah Tikva Troopers | 20              |                 |                 |            |  |  |                |                |                |  |
|  |           |                            |                      |                      |                 |                 |                 |            |  |  |                |                |                |  |
|  |           |                            |                      |                      |                 |                 |                 |            |  |  |                |                |                |  |
|  |           | 2                          | Judean Rebels        | 30                   |                 |                 |                 |            |  |  |                |                |                |  |
|  |           |                            |                      | 30                   |                 |                 |                 |            |  |  |                |                |                |  |
|  |           |                            |                      | Petah Tikva Troopers | 46              |                 |                 |            |  |  |                |                |                |  |
|  | 3         | Petah Tikva Troopers       | 38                   | Petah Tikva Troopers | 46              |                 |                 |            |  |  |                |                |                |  |
|  | 3         | Petah Tikva Troopers       | 38                   |                      |                 |                 |                 |            |  |  |                |                |                |  |
|  | 6         | Mazkeret Batya Silverbacks | 6                    |                      |                 |                 |                 |            |  |  |                |                |                |  |

### Wild card
| Petah Tiqwa 8 marzo 2018, ore 20:30 | Petah Tikva Troopers | 38 – 6 (14-0 24-6 0-0 0-0) referto | Mazkeret Batya Silverbacks | HaMoshava Practice Field (52 spett.)\| Arbitro: \| Koussevitsky \| |
| Arbitro:                            | Koussevitsky         |                                    |                            |                                                                    |

| Netanya 9 marzo 2018, ore 10:00 | Haifa Underdogs | 6 – 28 (0-14 6-0 0-6 0-8) referto | Tel Aviv Pioneers | Wingate Institute (38 spett.)\| Arbitro: \| Hakim \| |
| Arbitro:                        | Hakim           |                                   |                   |                                                      |

### Semifinali
| Gerusalemme 15 marzo 2018, ore 20:00 | Jerusalem Lions | 54 – 12 | Tel Aviv Pioneers | Kraft Family Sports Campus |

| Gerusalemme 17 marzo 2018, ore 21:00 | Judean Rebels | 30 – 46 (16-8 0-6 6-18 8-14) referto | Petah Tikva Troopers | Kraft Family Sports Campus |

### XI Israel Bowl
| 22 marzo 2018 | Jerusalem Lions | 28 – 20 | Petah Tikva Troopers |  |

## Verdetti
- Jerusalem Lions Campioni di Israele 2017-2018 (3º titolo)